# Катерица на Превост
Катерицата на Превост (Callosciurus prevostii) е вид гризач от семейство Катерицови (Sciuridae). Видът не е застрашен от изчезване.

## Разпространение и местообитание
Разпространен е в Бруней, Индонезия (Калимантан и Суматра), Малайзия и Тайланд.
Обитава гористи местности и долини в райони с тропически климат.

## Описание
На дължина достигат до 24,7 cm, а теглото им е около 400 g.
Продължителността им на живот е около 21,1 години. Популацията на вида е намаляваща.